# Milot (kommun)
Milot är en kommun i Haiti.   Den ligger i departementet Nord, i den norra delen av landet, 120 km norr om huvudstaden Port-au-Prince.